# Софілканич Валерій Михайлович
Валерій Михайлович Софілканич (нар. 10 лютого 1964, Кривий Ріг, УРСР) — радянський та український футболіст, нападник та півзахисник. Зараз — дитячий тренер.

## Життєпис

### Ранні роки
Народився 10 лютого 1964 року у місті Кривий Ріг. Футболом спочатку займався на аматорському рівні, граючи на вулиці з однолітками. Тричі намагався потрапити на футбольне навчання. Спочатку дл групи підготовки «Кривбасу» (сучасний аналог молодіжної школи) його запросив Павло Тимофійович Дуднік, але юнак почав пропускати заняття й, зрештою, припинив займатися футболом. Через деякий час Валерія запросив до своєї групи підготовки вже Валентин Миколайович Новіков, але Валерій знову через деякий час припинив займатися в групі. Втретє намагався закріпитися в групі підготовці вже під час навчання в ПТУ № 45. Команда цього училища зіграла товариський матч проти групи підготовки «Кривбасу», а Софілканич відзначився в ньому 3-ма голами. Після цього перейшов до молодіжної команди «Кривбасу», півтора року навчався футбольній майстерності. Після цього поїхав на збори дорослої команди «Кривбасу».

### Кар'єра гравця
З 1982 року 17-річний Валерій став гравцем основи криворізької команди. З 1982 по 1983 роки у складі «Кривбасу», який на той час виступав у Другій лізі чемпіонату СРСР, зіграв 79 матчів та відзначився 3-ма голами. Впевнена гра молодого футболіста була помічена представниками київського «Динамо», які запросили Валерія до команди. У таборі киян гравець провів міжсезоння та перше коло чемпіонату, при цьому він виступав у першості дублерів в одній команді з такими відомими в майбутньому гравцями, як Олексій Михайличенко, Вадим Тищенко, Володимир Татарчук, Володимир Горілий, Олег Кузнецов. По завершенні першої частини сезону 1984 року з ініціативи криворізького клубу Софілканич повертається до команди. З 1984 по 1985 роки у складі «Кривбасу» в чемпіонаті СРСР зіграв 52 матчі та відзначився 2-ма голами. У 1986 та 1987 роках виступав в аматорському клубі «Інгулець» (Кривий Ріг). У 1987 році повернувся до Кривбасу, кольори якого захищав до 1990 року. За цей час у чемпіонаті СРСР зіграв 126 матчів та відзначився 23-ма голами. У 1991 році Софілканича запросив до себе «Кремінь» з Кременчука. У складі цього клубу в останньому розіграші Другої ліги чемпіонату СРСР зіграв 37 матчів та відзначився 1 голом. У 1992 році разом з «Кременем» отримує можливість стартувати у Вищій лізі чемпіонату України. У кубку України дебютував 14 березня 1992 року в програному (0:1) домашньому поєдинку 1/8 фіналу проти охтирського «Нафтовика». Валерій вийшов у стартовому складі та відіграв увесь матч. У Вищій лізі чемпіонату України дебютував 30 березня 1992 року у переможному (1:0) домашньому поєдинку 6-го туру підгрупи 1 проти львівських «Карпат». У складі кременчуцької команди в чемпіонатах України зіграв 17 матчів, ще 2 поєдинки провів у кубку України.
У 1992 році перейшов до клубу «Шахтар» (Павлоград), який на той час виступав у першій лізі. Дебютував за павлоградський клуб 7 серпня 1992 року у переможному (3:1) домашньому поєдинку 1/32 фіналу кубку України проти нікопольського «Металурга». Валерій вийшов на поле в стартовому складі, на 20-ій хвилині відзначився голом (реалізував пенальті), а на 46-ій хвилині його замінив Валерій Цокур. У першій лізі дебютував за «Шахтар» 27 березня 1993 року у програному (0:1) виїзному поєдинку 23-го туру проти нікопольського «Металурга». Софілканич вийшов на поле в стартовому складі, а на 80-ій хвилині його замінив Анатолій Оленєв. У складі «Шахтаря» зіграв 9 матчів у чемпіонаті України та 1 — у кубку України. У 1993 році перейшов до нікопольського «Металурга». Дебютував за нікопольську команду 15 серпня 1993 року у нічийному (0:0) виїзному поєдинку 1-го туру першої ліги чемпіонату України проти сумського СБТС. Валерій вийшов у стартовому складі та відіграв увесь матч. У складі металургів зіграв 9 матчів у першій лізі чемпіонату України.
1994 року приєднався до житомирського «Хіміка». Дебютував у складі житомирського клубу 27 березня 1994 року в переможному (1:0) домашньому поєдинку 21-го туру першої ліги чемпіонату України проти сумського СБТС. Софілканич вийшов на поле в стартовому складі та відіграв увесь поєдинок. Дебютгим голом у житомирському клубі відзначився 30 березня 1994 року на 34-ій хвилині нічийного (2:2) домашнього поєдинку 22-го туру першої ліги чемпіонату України проти охтирського «Нафтовика». Софілканич вийшов у стартовому складі та відіграв увесь матч, а на 88-ій хвилині не реалізував пенальті. У футболці «Полісся» до 2002 року у чемпіонаті України зіграв 270 матчів та відзначилися 57-ма голами, ще 15 матчів (3 голи) провів у кубку України. Протягом свого перебування в житомирській команді двічі віддавався в короткострокові оренди. У квітні 1996 року провів 2 матчі у складі «Гірника-спорту», а в жовтні 1997 року провів 1 поєдинок у футболці «Папірника» (Малин).
У 2002 році під час відпустки повернувся до Кривого Рогу, Валерія турбувала травма коліна. На консультації лікар повідомив, що потрібне хірургічне втручання. Але 38-річний гравець розумів, що річна пауза для нього означає завершення кар'єри у великому футболі, тому він вирішив завершити кар'єру гравця.

### Кар'єра тренера
По завершенні кар'єри гравця, за порадою Олега Васильовича Чумака, спробував свої сили на посаді дитячого тренера. Оскільки Олег Чумак був переведений на посаду тренера дублюючого складу «Кривбасу», тому Валерій доводив до завершення навчання юнаків 1986 року та випускав їх. Повністю готував до великого футболу Валерій вже гравців 1992 року народження. Потім готував юнаків 2005 року народження. Найвідомішим його випускником є Тарас Стретович, який викликався до юнацьких збірних України, але через травми повністю не зміг реалізувати свій потенціал.